# Grasshopper (álbum)
Grasshopper es el séptimo álbum de estudio del músico estadounidense JJ Cale, publicado por la compañía discográfica Mercury Records en marzo de 1982. Alcanzó el puesto 149 en la lista estadounidense Billboard 200.

## Lista de canciones
Todas las canciones escritas y compuestas por JJ Cale excepto donde se anota. 
| N.º | Título                          | Duración |  |
| 1.  | «City Girls»                    |          |  |
| 2.  | «Devils in Disguise»            |          |  |
| 3.  | «One Step Ahead of the Blues»   |          |  |
| 4.  | «You Keep Me Hangin' On»        |          |  |
| 5.  | «Downtown L.A.»                 |          |  |
| 6.  | «Can't Live Here»               |          |  |
| 7.  | «Grasshopper»                   |          |  |
| 8.  | «Drifters Wife»                 |          |  |
| 9.  | «Don't Wait»                    |          |  |
| 10. | «A Thing Going On»              |          |  |
| 11. | «Nobody But You»                |          |  |
| 12. | «Mississippi River»             |          |  |
| 13. | «Does Your Mama Like to Reggae» |          |  |
| 14. | «Dr. Jive»                      |          |  |

## Posición en listas
| País           | Lista                   | Posición |
| -------------- | ----------------------- | -------- |
| Alemania       | Media Control Charts    | 37       |
| Estados Unidos | Billboard 200           | 149      |
| Noruega        | Norwegian Top 40 Albums | 5        |
| Nueva Zelanda  | New Zealand Music Chart | 15       |
| Reino Unido    | UK Albums Chart         | 36       |
| Suecia         | Swedish Albums Chart    | 15       |